# Dom firmy Gebethner i Wolff w Warszawie
Dom firmy Gebethner i Wolff – kamienica wzniesiona dla przedsiębiorstwa wydawniczego Gebethner i Wolff, która znajdowała się w Warszawie pod adresami ul. Zgoda 12 i ul. Sienkiewicza 9. Wyburzona pod koniec lat 50. XX wieku.

## Historia
Budowę kamienicy rozpoczęto w 1904, jesienią 1905 uzyskano stan surowy, a w kwietniu 1906 została oddana do użytku. Na jej parterze mieściła się księgarnia, wyżej zaś mieściły się biura i wydawnictwo firmy Gebethner i Wolff – jednego z największych domów wydawniczych w Polsce. Jego nakładem ukazywały się nie tylko książki, lecz również tak poczytne tytuły jak „Tygodnik Illustrowany” czy „Kurier Warszawski”. Na piętrach kamienicy ulokowano również mieszkania, po trzy na kondygnacji.
Pod koniec września 1939 górna część wieży oraz dach kamienicy został spalony, a podczas powstania warszawskiego gmach został zniszczony.
Po zakończeniu II wojny światowej jej ruiny zostały zabezpieczone, a następnie odbudowane (z wyjątkiem narożnej wieży) przez właścicieli. Otwarto także dawną księgarnię firmową. Mimo to kamienica pod koniec lat 50. decyzją BOS została wyburzona, a na jej miejscu zbudowano blok mieszkalny, na parterze którego ulokowano księgarnię „Nike”.

## Architektura
Kamienica została zaprojektowana przez Bronisława Brochwicza-Rogoyskiego. Architekturę budynku cechowała silna ekspresja, bogactwo inwencji i rozmaitość form. Architekt zastosował zmodernizowane formy późnego gotyku i renesansu, upodobniając budynek do malowniczego zamku. Elewacje w dolnej partii wyłożone zostały ciosami z piaskowca w różnych odcieniach. Kamienica Gebethnera i Wolffa mogła uzyskać malowniczą formę dzięki usytuowaniu na trójkątnej działce. Otrzymała dwie elewacje frontowe oraz wyniosłą, ośmiokondygnacyjną wieżę w narożniku, stanowiącą akcent wysokościowy dla całej okolicy. Wieża ta była bodaj najbardziej efektownym rozwiązaniem tego rodzaju w Warszawie. Miała też dość osobliwą konstrukcję – z jednej strony wsparta była nie na murze, lecz na potężnym, metalowym słupie.
Do mieszkań wewnątrz kamienicy prowadziła z wejściem z bramy reprezentacyjna główna klatka schodowa z białymi, marmurowymi schodami oraz z windą elektryczną. Pierwotnie planowano też windy towarowe w klatkach kuchennych. Zrezygnowano z nich jednak, gdyż w 1906 rozwiązanie to uznano za zbyt drogie. W całym budynku wszystkie pokoje reprezentacyjne umieszczono od strony ulic, zaś kuchnie, łazienki, służbówki, klatki schodowe – od strony małego podwórka–studni.